# 삼두정치

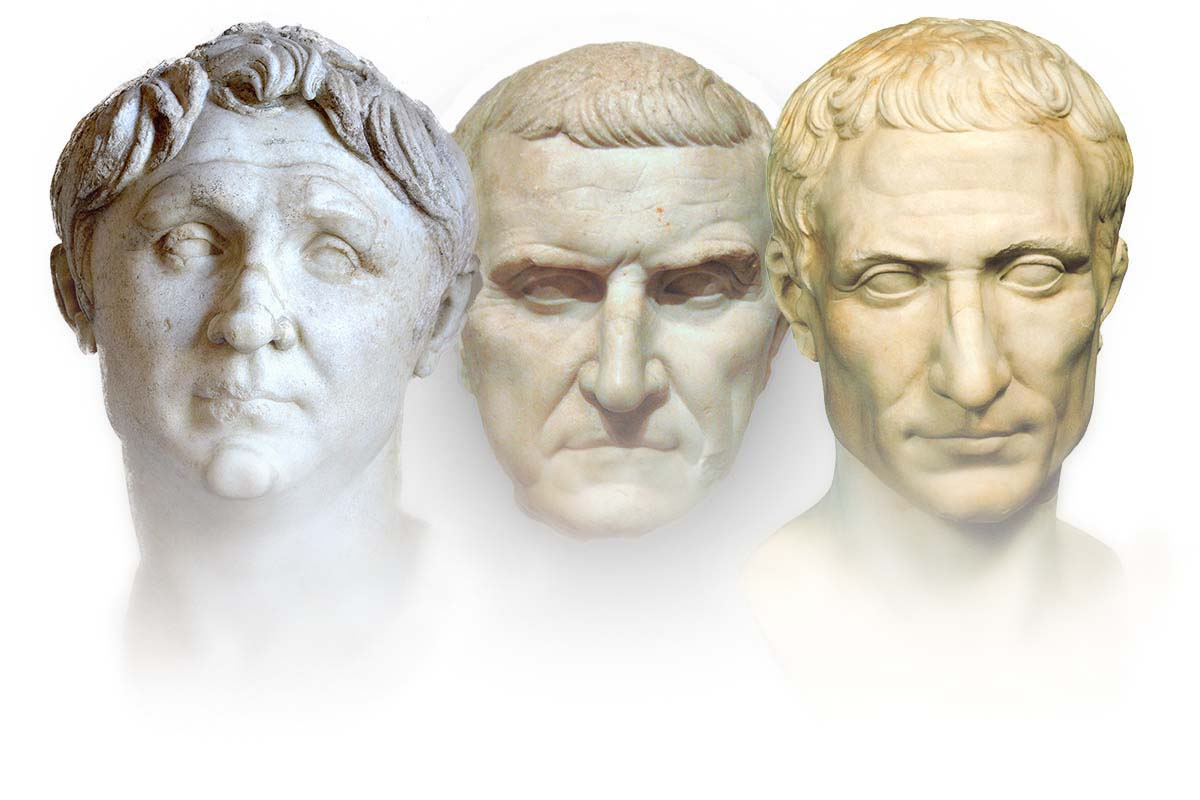
삼두 정치의 대표 인물

삼두정치(三頭政治, 영어: triarchy, 라틴어: triumviratus)는 세 명의 강력한 개인에 의해 통치되거나 지배되는 정치 정권을 말한다.

## 같이 보기
- 로마의 삼인관료체제: 공식적인 관료체제를 일컬음.
- 제1차 삼두정치: 율리우스 카이사르, 폼페이우스, 크라수스 사이에 맺어진 비공식 협약
- 제2차 삼두정치: 마르쿠스 안토니우스, 옥타비아누스, 레피두스 사이에 맺어진 공식 협약
- 소련 지도부